# Teoría BET
La teoría de Brunauer-Emmett-Teller (BET) tiene como objetivo explicar la adsorción física de las moléculas de gas en una superficie sólida y sirve como base para una técnica de análisis importante para la medición del área superficial específica de los materiales. En 1938, Stephen Brunauer, Paul Hugh Emmett y Edward Teller publicaron el primer artículo sobre la teoría BET en el Journal of the American Chemical Society. La teoría BET se aplica a los sistemas de adsorción multicapa y generalmente utiliza gases de prueba que no reaccionan químicamente con las superficies del material como adsorbatos para cuantificar el área superficial específica. El nitrógeno es el adsorbato gaseoso más utilizado para el sondeo de superficies mediante métodos BET. Por esta razón, el análisis BET estándar se realiza con mayor frecuencia a la temperatura de ebullición de N2 (77 K). También se utilizan adsorbatos de sondeo adicionales, aunque con menor frecuencia, lo que permite la medición del área de superficie a diferentes temperaturas y escalas de medición. Estos han incluido argón, dióxido de carbono y agua. El área de superficie específica es una propiedad dependiente de la escala, sin un valor verdadero único de área de superficie específica definible y, por lo tanto, las cantidades de área de superficie específica determinadas mediante la teoría BET pueden depender de la molécula de adsorbato utilizada y su sección transversal de adsorción.

## Concepto

Modelo BET de adsorción multicapa, es decir, una distribución aleatoria de sitios cubiertos por una, dos, tres, etc., moléculas de adsorbato.

El concepto de la teoría es una extensión de la teoría de Langmuir, que es una teoría para la adsorción molecular monocapa, a la adsorción multicapa con las siguientes hipótesis: 
1. Las moléculas de gas se adsorben físicamente en un sólido en capas infinitamente.
2. Las moléculas de gas solo interactúan con capas adyacentes.
3. La teoría de Langmuir se puede aplicar a cada capa.
4. La entalpía de adsorción para la primera capa es constante y mayor que la segunda (y superior).
5. La entalpía de adsorción para las segundas capas (y superiores) es la misma que la entalpía de licuefacción.

La ecuación BET resultante es 
{\displaystyle \theta ={\frac {cp}{(p_{o}-p){\bigl (}1+(c-1)(p/p_{o}{\bigr )})}}}
donde c se conoce como la constante BET, {\displaystyle p_{o}} es la presión de vapor de la fase líquida adsorbente a granel que estaría a la temperatura del adsorbato y θ es la "cobertura de la superficie, definida como:
{\displaystyle \theta =n_{ads}/n_{m}} .
Aquí {\displaystyle n_{ads}} es la cantidad de adsorbato y {\displaystyle n_{m}} se llama el equivalente monocapa. La {\displaystyle n_{m}} es la cantidad que si todo estuviera en una monocapa (que es teóricamente imposible para la adsorción física) cubriría la superficie con exactamente una capa de adsorbato. La ecuación anterior generalmente se reordena para producir la siguiente ecuación como una conveniencia para el análisis:
{\displaystyle {\frac {1}{v\left[\left({p_{0}}/{p}\right)-1\right]}}={\frac {c-1}{v_{\mathrm {m} }c}}\left({\frac {p}{p_{0}}}\right)+{\frac {1}{v_{m}c}},\qquad (1)}
donde {\displaystyle p} y {\displaystyle p_{0}} son la presión de equilibrio y la presión de saturación de los adsorbatos a la temperatura de adsorción, {\displaystyle v} es la cantidad de gas adsorbido (por ejemplo, en unidades de volumen) y {\displaystyle v_{\mathrm {m} }} es la cantidad de gas adsorbido en monocapa. {\displaystyle c} es la constante BET, 
{\displaystyle c=\exp \left({\frac {E_{1}-E_{\mathrm {L} }}{RT}}\right),\qquad (2)}
donde {\displaystyle E_{1}} es el calor de adsorción para la primera capa, y {\displaystyle E_{\mathrm {L} }} es que para la segunda y las capas superiores y es igual al calor de licuefacción o calor de vaporización. 

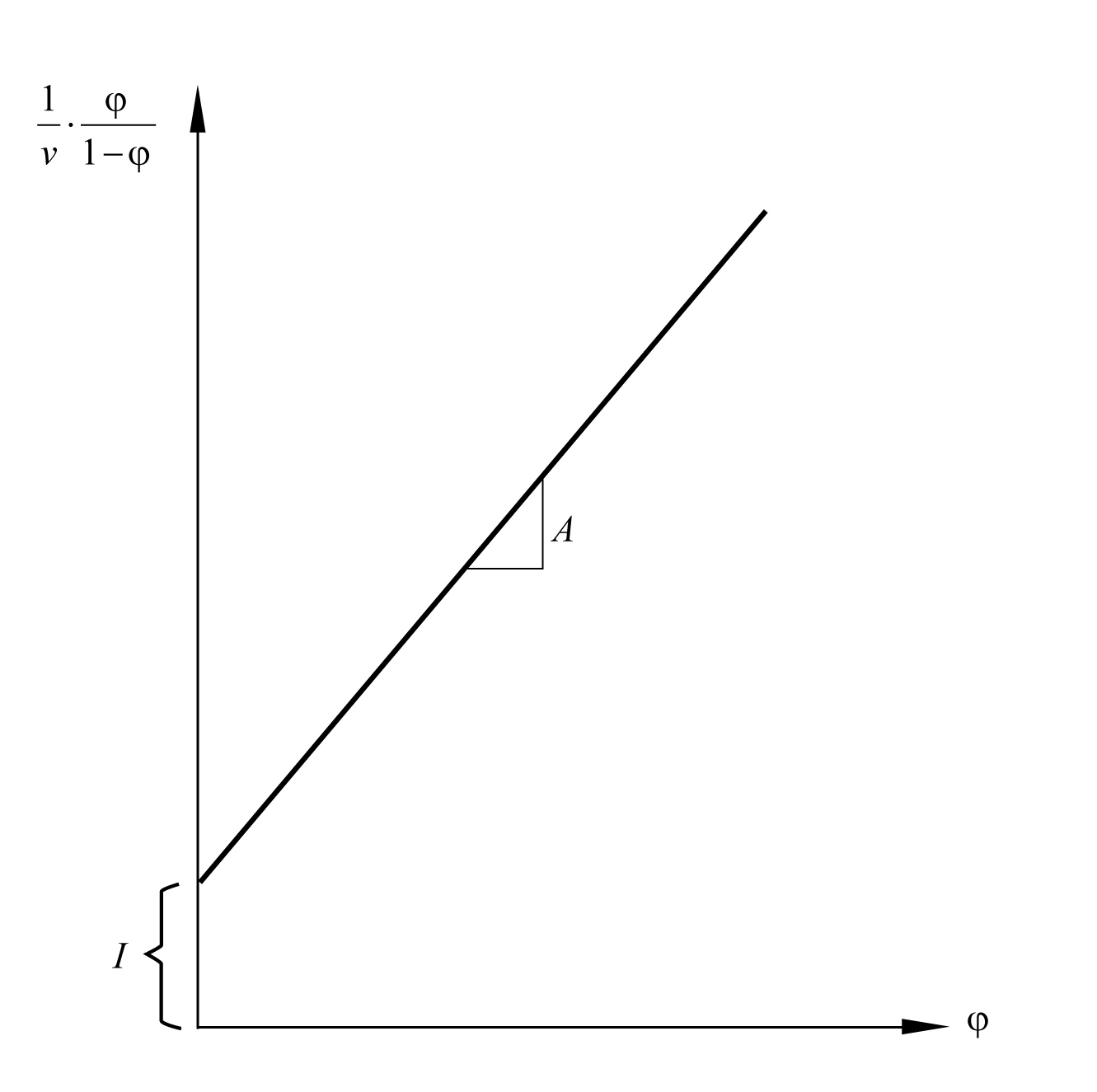
Gráfica de la isoterma BET.

La ecuación (1) es una isoterma de adsorción y se puede trazar como una línea recta con {\displaystyle {p_{0}/p}/{v[({p_{0}}/{p})-1]}} en el eje y {\displaystyle \varphi ={p}/{p_{0}}} en el eje x según resultados experimentales. Esta gráfica se conoce como isoterma BET. La relación lineal de esta ecuación se mantiene solo en el rango de {\displaystyle 0.05<{p}/{p_{0}}<0.35}. El valor de la pendiente. {\displaystyle A} y la intersección en y {\displaystyle I} de la línea se utilizan para calcular la cantidad de gas adsorbido en monocapa {\displaystyle v_{\mathrm {m} }} y la constante BET, {\displaystyle c}. Se pueden usar las siguientes ecuaciones: 
{\displaystyle v_{m}={\frac {1}{A+I}}\qquad (3)}
{\displaystyle c=1+{\frac {A}{I}}.\qquad (4)}
El método BET es ampliamente utilizado en la ciencia de los materiales para el cálculo de áreas superficiales de sólidos por adsorción física de moléculas de gas. La superficie total {\displaystyle S_{\mathrm {total} }} y la superficie específica {\displaystyle S_{\mathrm {BET} }} son dados por 
{\displaystyle S_{\mathrm {total} }={\frac {\left(v_{\mathrm {m} }Ns\right)}{V}},\qquad (5)}
{\displaystyle S_{\mathrm {BET} }={\frac {S_{\mathrm {total} }}{a}},\qquad (6)}
donde {\displaystyle v_{\mathrm {m} }} está en unidades de volumen que también son las unidades del volumen de monocapa del gas adsorbato, {\displaystyle N} es el número de Avogadro, {\displaystyle s} la sección transversal de adsorción de la especie adsorbente, {\displaystyle V} el volumen molar del gas adsorbato, y {\displaystyle a} La masa de la muestra sólida o adsorbente.

## Derivación
La teoría BET se puede derivar de manera similar a la teoría de Langmuir, pero al considerar la adsorción de moléculas de gas multicapa, donde no es necesario completar una capa antes de que comience la formación de la capa superior. Además, los autores hicieron cinco suposiciones:
1. Las adsorciones ocurren solo en sitios bien definidos de la superficie de la muestra (uno por molécula)
2. La única interacción molecular considerada es la siguiente: una molécula puede actuar como un único sitio de adsorción para una molécula de la capa superior.
3. La capa de la molécula superior está en equilibrio con la fase gaseosa, es decir, tasas de adsorción y desorción de moléculas similares.
4. La desorción es un proceso cinéticamente limitado, es decir, se debe proporcionar un calor de adsorción: 
  - Estos fenómenos son homogéneos, es decir, el mismo calor de adsorción para una capa de molécula dada.
  - Es E1 para la primera capa, es decir, el calor de adsorción en la superficie de la muestra sólida
  - Se supone que las otras capas son similares y se pueden representar como especies condensadas, es decir, en estado líquido. Por lo tanto, el calor de adsorción es EL es igual al calor de licuefacción.
5. A la presión de saturación, el número de capa de la molécula tiende al infinito (es decir, equivalente a que la muestra esté rodeada por una fase líquida)

Considere una cantidad dada de muestra sólida en una atmósfera controlada. Sea θ i la cobertura fraccional de la superficie de la muestra cubierta por un número i de capas de moléculas sucesivas. Supongamos que la tasa de adsorción Rads, i -1 para las moléculas en una capa (i -1) (es decir, la formación de una capa i) es proporcional tanto a su superficie fraccional θ i -1 como a la presión P, y que la tasa de desorción R des, i en una capa i también es proporcional a su superficie fraccional θi: 
{\displaystyle R_{\mathrm {ads} ,i-1}=k_{i}P\Theta _{i-1}}
{\displaystyle R_{\mathrm {des} ,i}=k_{-i}\Theta _{i},}
donde ki y k-i son las constantes cinéticas (dependiendo de la temperatura) para la adsorción en la capa (i −1) y la desorción en la capa i, respectivamente. Para las adsorciones, se supone que estas constantes son similares en cualquier superficie. Suponiendo una ley de Arrhenius para la desorción, las constantes relacionadas se pueden expresar como 
{\displaystyle k_{i}=\exp(-E_{i}/RT),}
donde Ei es el calor de adsorción, igual a E 1 en la superficie de la muestra y a EL en caso contrario. 

## Encontrar el rango de BET lineal
Todavía no está claro cómo encontrar el rango lineal del gráfico BET para materiales microporosos de una manera que reduzca cualquier subjetividad en la evaluación de la capacidad de la monocapa. Se ha sugerido un procedimiento que se basa en dos criterios:
- C debe ser positivo, lo que implica que cualquier intersección negativa en la gráfica BET indica que uno está fuera del rango válido de la ecuación BET.
- La aplicación de la ecuación BET debe limitarse al rango donde el término V(1-P/P0) aumenta continuamente con P/P0.

Estas correcciones son un intento de salvar la teoría BET que está restringida a la isoterma de tipo II. Incluso con este tipo, el uso de los datos está restringido a 0,05 a 0,35 de {\displaystyle P/P_{0}}, descartando rutinariamente el 70% de los datos. Incluso esta restricción debe modificarse dependiendo de las condiciones. Los problemas con la teoría BET son múltiples y los revisó Sing. Un problema grave es que no existe relación entre la BET y las mediciones calorimétricas en los experimentos. Viola las reglas de fase de Gibbs. Es extremadamente improbable que mida correctamente el área de superficie, antes gran ventaja de la teoría. Se basa en el equilibrio químico, que asume un enlace químico localizado (este enfoque ha sido abandonado por las teorías modernas) en total contradicción con lo que se sabe sobre la adsorción física, que se basa en atracciones intermoleculares no locales. Dos problemas extremos es que en ciertos casos BET conduce a anomalías y la constante C puede ser negativa, lo que implica una energía imaginaria.

## Aplicaciones

### Cemento y hormigón
La velocidad de curado del hormigón depende de la finura del cemento y de los componentes utilizados en su fabricación, que pueden incluir cenizas volantes, humo de sílice y otros materiales, además de la piedra caliza calcinada que hace que se endurezca. Aunque a menudo se prefiere el método de permeabilidad al aire de Blaine, debido a su simplicidad y bajo costo, también se usa el método BET de nitrógeno.
Cuando el cemento hidratado se endurece, el silicato de calcio hidratado (o CSH), responsable de la reacción de endurecimiento, tiene una gran superficie específica debido a su alta porosidad. Esta porosidad está relacionada con una serie de propiedades importantes del material, incluidas la resistencia y la permeabilidad, que a su vez afectan las propiedades del hormigón resultante. La medición de la superficie específica mediante el método BET es útil para comparar diferentes cementos. Esto se puede realizar usando isotermas de adsorción medidas de diferentes maneras, incluida la adsorción de vapor de agua a temperaturas cercanas a la ambiente y la adsorción de nitrógeno a 77 K (el punto de ebullición del nitrógeno líquido). Los diferentes métodos para medir las superficies de la pasta de cemento a menudo dan valores muy diferentes, pero para un solo método los resultados siguen siendo útiles para comparar diferentes cementos.

### Carbón activado
El carbón activado adsorbe fuertemente muchos gases y tiene una sección transversal de adsorción {\displaystyle s} de 0.162 nm2 para la adsorción de nitrógeno a temperatura de nitrógeno líquido (77 K). La teoría BET se puede aplicar para estimar la superficie específica del carbón activado a partir de datos experimentales, lo que demuestra una gran superficie específica, incluso alrededor de 3000 m2/g. Sin embargo, esta superficie se sobreestima en gran medida debido a la mayor adsorción en microporos, y se deben utilizar métodos más realistas para su estimación, como el método de sustracción del efecto de poro (SPE).

### Catálisis
En el campo de la catálisis sólida, el área superficial de los catalizadores es un factor importante en la actividad catalítica. Los materiales inorgánicos como la sílice mesoporosa y los minerales arcillosos estratificados tienen áreas superficiales elevadas de varios cientos de m2/g calculadas por el método BET, lo que indica la posibilidad de aplicación para materiales catalíticos eficientes.

### Cálculo de superficie específica
La norma ISO 9277 para calcular la superficie específica de los sólidos se basa en el método BET.